# Bara jag vet vem jag är
Bara jag vet vem jag är är en självbiografisk bok från 2016 av Sture Bergwall. I boken berättar han om sin barndom, uppväxt och hur han bytte namn till Thomas Quick och dömdes för åtta mord. Bergwall beskriver även den återgestaltningsterapi han blev föremål för på Rättspsykiatriska kliniken i Säter, där han även gavs stora mängder av benzodiazepiner.